# Beaudoin Peak
Der Beaudoin Peak ist ein 980 m hoher, schneefreier Gipfel im westantarktischen Ellsworthland. Er ragt im südöstlichen Teil der Meyer Hills in der Heritage Range des Ellsworthgebirges auf.
Er wurde von United States Geological Survey im Rahmen der Erfassung des Ellsworthgebirges in den Jahren 1961 bis 1966 durch Vermessungen vor Ort und Luftaufnahmen der United States Navy kartografiert. Das Advisory Committee on Antarctic Names benannte ihn 1966 Douglas W. Beaudoin, einem Mitglied des United States Antarctic Research Program, der 1961 als Meteorologe auf der Ellsworth-Station gearbeitet hatte.